# ОШ „Иван Вушовић” Ражањ
ОШ „Иван Вушовић” у Ражњу је једна од установа основног образовања на територији општине Ражањ. Данашња основна школа је настављач традиције школовања „опшествене школе” осниване 1834. године.

## Историјат
По оснивању школе први учитељ се звао Тодор Јовановић и био је родом из Сланкамена, из Срема и учитељевао је до 1836. године. Године 1837. због куге Ражањ је спаљен и школа је правила прекид рада до 1938. године када је поновно дозвољено да се школа отвори. Попечитељство просвете 11. септембра 1838. године одобрило је отварање школе и за учитеља послало Ђорђа Баћановића.
Према доступним подацима 1852. године школа у Ражњу бројала је 22 ученика  а за учитеља био је постављен Михаил Куновић. Већ наредне 1853. године школа у Ражњу има 28 ученика. Од 1881. године у Ражњу почиње са радом женска школа и под тим се називом појављује све до 1911/1912. године. Подаци о раду школе из 1913. године нису сачувани.
Жене Ражња су 1920/21. године отвориле Женску раденичку школу. До подизања нове школске зграде, до плаца обућара Николе Ивановића,  настава се изводила у приватном стану Жарка Брачинца и других грађана. Та школска зграда подигнута је од прихода школе и чланских улога исте школе.
По ослобођењу, школске 1945/46. године школа је радила као нижа гимназија до школске 1954/55. године, а од 1955/56. године као осмогодишња школа. Од 1965. године школа носи назив „Иван Вушовић” по активисти Комунистичке партије који је у Ражњу од 1939. године био судија и првоборац НОБ-а.
Последња  генерација   ученика  у  старој  згради  школе завршила је школску годину 1968/69. годину и већ наредне школске 1969/70. године школа наставља са радом у новој згради. Нова зграда школе дограђује се у време Усмереног образовања 80-их година 20. века када се у згради школе одвијала настава истуреног одељења Гимназије „Дракче Миловановић” из Алексинца. Средња Економска школа почиње са радом у згради школе 90-их година 20. века и настава се одвијала од 2000. до 2003. године. Последњи део школе надограђен је у периоду од 2000. до 2004.године.
Школске 2008/09. године у оквиру наше школе почела је са радом ОМШ „Владимир Ђорђевић” из Алексинца која до данас успешно ради о чему сведоче бројне награде наших ученика.

## Школа данас
Данас је школа установа која обухвата подручја месних заједница: Браљина, Варош, Липовац, Мађере, Малетина, Послон, Чубура, Прасковче, Маћија, Церово, Црни Као, Рујиште, Шетка и Ражањ.
Рад школе организује се у матичној школи у Ражњу – од првог до осмог разреда, и у издвојеним одељењима у Липовцу, Шетки, Прасковчу, Рујишту, Црном Калу и Мађеру где се настава изводи у комбинованим одељењима.
Школска зграда има 16 учионица које се користе за извођење наставе и просторију за извођење наставе физичког васпитања у зимском периоду. Четири учионице су учионице опште намене и у њима се одвија разредна настава, а 11 учионица су уређене као специјализоване учионице-кабинете за извођење предметне наставе. Једна учионица је опремљена за видео бимом и користи се по потреби. У једној просторији смештенa је библиотека која је опремљена скромним фондом књига, углавном школском лектиром. Једна просторија у приземљу опремљена је као ђачка соба и у њој време проводе ученици који користе аутобуски превоз. Три просторије на првом спрату користи Основна музичка школа „Владимир Ђорђевић” из Алексинца за рад свог издвојеног одељеља у Ражљу.